# Czad Kommando Tilt
Czad Kommando Tilt – drugi album zespołu Tilt wydany w 1990 nakładem wydawnictwa Arston. W 2000 dokonano reedycji płyty na CD uzupełniając ją o cztery utwory.
Z albumu tego pochodzi jeden z największych przebojów zespołu, piosenka Jeszcze będzie przepięknie.

## Lista utworów
1. „Czad Czad Czad” (T. Lipiński) – 1:35
2. „Gdzie te serca?” (J. Lenartowicz/T. Lipiński) – 2:10
3. „Szare koszmary” (Spoko Koncern) – 1:50
4. „O, jaki dziwny, dziwny, dziwny...” (T. Lipiński) – 2:15
5. „To samo od nowa” (M. Ciempiel/T. Lipiński) – 5:10
6. „Boski wiatr” (M. Ciempiel/T. Lipiński) – 4:00
7. „Jeszcze będzie przepięknie” (T. Lipiński) – 3:05
8. „Nie wierzę politykom” (T. Lipiński) – 4:15
9. „Blokada czad” (T. Lipiński) – 2:10
10. „Chodzę, chodzę, chodzę po mieście” (T. Lipiński) – 2:10
11. „To nie mój dom” (T. Lipiński) – 2:15
12. „She Was the Night” (M. Ciempiel/T. Lipiński) – 3:50

CD (Mega Czad 2000)
1. „Powstań powstań” – 2:01
2. „Joseph Put the Style In Me” – 2:06
3. „Niech się stanie to, co ma się stać” – 3:07
4. „Jah Music” – 3:53

## Skład
- Tomasz Lipiński – wokal, gitara
- Marcin Ciempiel – gitara basowa
- Tomasz „Gogo Szulc” Kożuchowski – perkusja
- Jan Głowacki – chromonica